# Base Aérea Eglin
Eglin AFB é uma cidade (Região censo-designada, e uma base aérea com o mesmo nome) localizada no estado americano de Flórida, no Condado de Okaloosa.

## Demografia
Segundo o censo americano de 2000, a sua população era de 8082 habitantes.

## Geografia
De acordo com o United States Census Bureau tem uma área de
8,3 km², dos quais 7,9 km² cobertos por terra e 0,4 km² cobertos por água.

## Localidades na vizinhança

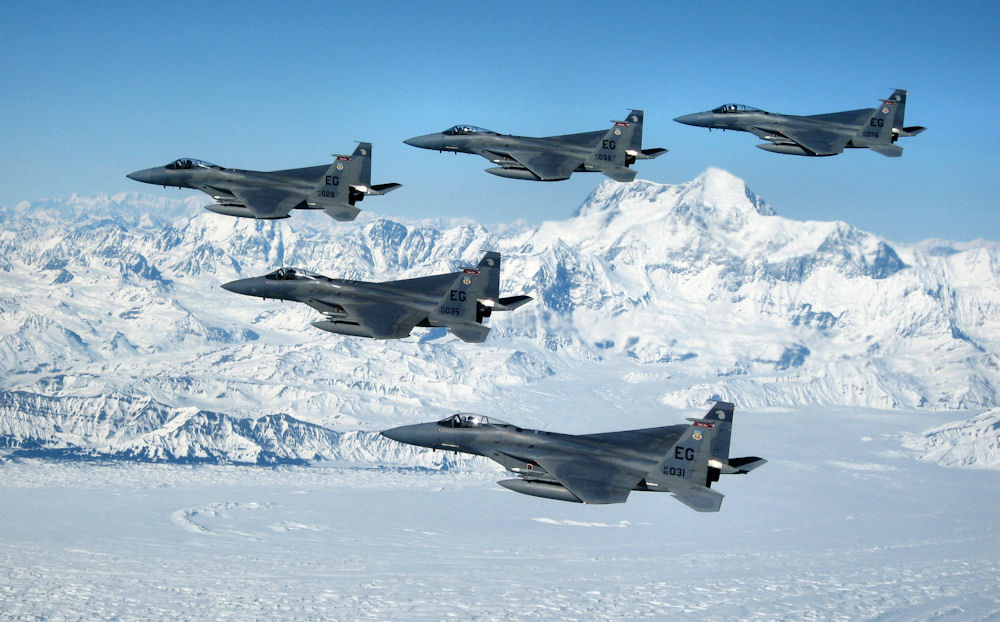
Caças F-15 da base aérea de Eglin.

O diagrama seguinte representa as localidades num raio de 8 km ao redor de Eglin AFB.